# Harjo Neutkens
Harjo Neutkens (Vessem, 30 augustus 1967) is een Nederlandse beeldend kunstenaar en musicus.

## Leven en werk
Harjo Neutkens is opgeleid aan de Koninklijke Academie voor Kunst en Vormgeving en studeerde daarna luit en theorbe.  
Sinds 1987 werkt Harjo Neutkens aan een serie werken die voortkomen uit zijn fascinatie voor de natuurkunde, de astrofysica in het bijzonder. 
In 2015 was Neutkens' werk 'Genesis 2, The Deities' een van de zeven genomineerde werken voor de Astronomie en Kunst prijs van de Koninklijke Nederlandse Akademie van Wetenschappen.
Werk van Neutkens bevindt zich in verschillende collecties in binnen- en buitenland. 
Harjo Neutkens speelt luit, theorbe en barokgitaar bij barokorkesten en kamermuziekensembles. 
Naast zijn werk als beeldend kunstenaar en musicus publiceerde Harjo Neutkens artikelen op het gebied van de mineralogie. Hij is lid van het managementteam van Mindat.org, 's werelds grootste online mineralogie en geologie database.

## Publicaties
- Neutkens H., Claeys S., Costes T. (2019) Faden quartz from Bierghes, Brabant, Belgium.  the Mineralogical Record 2019 nr 4
- Neutkens H., Löffler I., Wilson, W. (2014) Sand calcite from Fontainebleau, France.  the Mineralogical Record 2014 nr 4
- Neutkens H. (2014) Calcite from Belgium – A short overview and an interesting new find.  the Mineralogical Record 2014 nr 2
- Neutkens H. (2013) Quarz aus Belgien – die aktuelle Funden von 2010 bis 2012. Mineralien Welt 2013 nr 3
- Neutkens H., Bakker, R. (2008) Neufunde: Interessante Nickelmineralien aus der Donnerkuhle im Sauerland. Lapis 2008 nr 2
- Neutkens H., Orinx, M. (2007) Neu und schön: Calcit und Fluorit aus Belgien. Lapis 2007 nr 2
- Neutkens H. (2005) Smaragd 2004, Anatas 2005: “Kristallfestival” im Habachtal. Lapis 2006 nr 6
- Neutkens H. (2005) Bertrix: Roter Anatas aus den Belgischen Ardennen. Lapis 2005 nr 10